# Suezkanaal-universiteit
De Suezkanaal-universiteit (Engels: Suez Canal University, Arabisch: جامعة قناة السويس) is een universiteit in Ismaïlia, Port Said, Suez en El Arish, Egypte, drie steden die langs het Suezkanaal liggen. De universiteit biedt bachelor- en masterstudies en PhD-programma's aan. Volgens de ranking van Webometrics is het de 13e universiteit van Egypte en staat ze op plek 60 in Afrika, op plek 62 in de Arabische wereld en wereldwijd op plek 3770.

## Geschiedenis
De Suezkanaal-universiteit werd opgericht in 1976 bij presidentieel besluit. In 1977 gingen verschillende studies van start aan zes faculteiten. In de jaren tachtig en negentig werd het aantal faculteiten en faciliteiten uitgebreid. Ook werd een campus geopend in El Arish. Anno 2024 zijn er zestien faculteiten en vier instituten.

## Visie, missie en doelen

### Visie
De Suezkanaal-universiteit kijkt ernaar uit om een prominente plek in te nemen in het hoger onderwijs, die gebaseerd is op haar bijdrage aan de ontwikkeling van het universitair onderwijs en de interactie met de samenleving door middel van baanbrekend onderzoek dat de samenleving aangaat.

### Missie
De universiteit streeft naar het bieden van kansen op gebied van onderwijs en positie op de arbeidsmarkt voor haar studenten, en het voldoen naar de vraag vanuit de samenleving in deze tijd van globalisering. Ook is de universiteit erop gebrand om haar normen en waarden te ontwikkelen in deze tijd van verandering, maar zonder haar identiteit te verliezen.

### Doelen
De universiteit stelt zich de volgende doelen:
- De kwaliteit van activiteiten en processen binnen de universiteit waarborgen
- Nieuwe wetenschappelijke programma's creëren voor Master- en PhD-studenten
- De onderzoeksresultaten van de universiteit op nationaal, regionaal en internationaal niveau toepassen
- De overstap maken naar een elektronisch administratiesysteem en het potentieel dat aanwezig is op de universiteit vergroten
- Het gebruik van informatiebronnen maximaliseren
- De samenwerking tussen de Suezkanaal-universiteit en andere internationale universiteiten uitbreiden
- Het ontwikkelen van nieuwe manieren van studeren en onderwijzen
- De capaciteit van het aantal studenten vergroten zonder aan kwaliteit in te leveren

## Faculteiten
De Suezkanaal-universiteit heeft de volgende faculteiten:
- Faculteit Geneeskunde
- Faculteit Natuurwetenschappen
- Faculteit Educatie
- Faculteit Handel
- Faculteit Kunst en Cultuur
- Faculteit Techniek
- Faculteit Landbouwwetenschappen
- Faculteit Farmacie
- Faculteit Verpleegkunde
- Faculteit Tandheelkunde
- Faculteit Diergeneeskunde
- Faculteit Hotels en Toerisme
- Faculteit Informatica
- Faculteit Lichamelijke Opvoeding

## Raad van bestuur
De raad van bestuur van de Suezkanaal-universiteit bestaat uit de volgende personen:

### Rector
- Prof. Mohamed Mohamaden

### Vice-rectoren
- Prof. Mamdouh Ghorab, portefeuille PhD-programma's en onderzoek
- Prof. Mahmoud Abdel Mohsen Hassan, portefeuille studentenzaken
- Prof. Kamal Gad Sharobeem, portefeuille gemeenschapssamenwerking en milieu

## Samenwerkingsverbanden
De universiteit is aangesloten bij de Vereniging van Afrikaanse Universiteiten. Daarnaast werkt ze samen met vele verschillende universiteiten in de Arabische wereld, Afrika en daarbuiten.

## Academisch ziekenhuis
De Suezkanaal-universiteit beschikt ook over een academisch ziekenhuis. Hier worden patiënten behandeld, maar zijn er ook vele faciliteiten waarmee studenten geneeskunde het vak kunnen leren. Het is dan ook onderdeel van de Faculteit Geneeskunde. Het ziekenhuis bevindt zich in Ismailia en heeft een oppervlakte van zo'n 25 hectare. Het gebouw heeft vier vleugels van drie verdiepingen hoog en heeft een capaciteit van in totaal 457 bedden. Het hoopt in januari 2014 een accreditatie van de Egyptische overheid te mogen ontvangen.
Het academisch ziekenhuis heeft de volgende klinieken:
- Kliniek voor Algemene Chirurgie
- Kliniek voor Algemene Interne Geneeskunde
- Kliniek voor Urologie
- Kliniek voor Orthopedie
- Kliniek voor Oogheelkunde
- Kliniek voor Otorinolaryngologie
- Kliniek voor Verloskunde en Gynaecologie
- Kliniek voor Neurochirurgie
- Kliniek voor Tandheelkunde
- Kliniek voor Dermatologie
- Kliniek voor Kindergeneeskunde
- Kliniek voor Psychiatrische en Neurologische Aandoeningen
- Kliniek voor Reumatologie en Revalidatie
- Kliniek voor Nucleaire Geneeskunde